# (37899) 1998 FZ65
1998 FZ65 (asteroide 37899) é um asteroide da cintura principal. Possui uma excentricidade de 0.06794790 e uma inclinação de 1.83934º.
Este asteroide foi descoberto no dia 20 de março de 1998 por LINEAR em Socorro.